# Erwin Bumke
Erwin Konrad Eduard Bumke, né le 7 juillet 1874 à Stolp et mort le 20 avril 1945 à Leipzig, est le dernier président du Tribunal du Reich, le tribunal civil et pénal suprême du Reich allemand, ayant exercé ses fonctions de 1929 à 1945.
En tant que tel, il aurait, selon la Constitution de Weimar, succédé à Paul von Hindenburg, président de l'Allemagne à la mort de ce dernier en août 1934, devenant ainsi le chef d'État de l'Allemagne nazie. La loi sur le chef d'État du Reich allemand, adoptée par le Reichstag sous contrôle nazi, l'a empêché (inconstitutionnellement) en combinant la présidence avec la chancellerie, faisant d'Adolf Hitler le Führer indiscutable.

## Biographie
Erwin Bumke est né à Stolp en Poméranie, dans une famille de quatre fils. Il est le frère du psychiatre et neurologue Oswald Bumke. Il a épousé Eva von Merkatz, tante du ministre d'Allemagne fédérale Hans-Joachim von Merkatz. Leurs deux fils Erwin et Wolfgang Bumke sont morts à la guerre, respectivement en 1942 et 1945.
Après avoir étudié le droit à Fribourg, Leipzig, Munich, Berlin et Greifswald, il entre en 1907 au Reichsjustizamt, devenu après le Reichsministerium der Justiz, le ministère de la Justice du Reich allemand.
Il participe comme capitaine à la Première Guerre mondiale.
Il se suicide à Leipzig le 20 avril 1945, deux jours après l'entrée des Américains dans la ville.

### Engagement politique
De 1919 à 1929, Erwin Bumke était membre du DNVP, un parti national-conservateur. Sous le Troisième Reich, Bumke a rejoint en juillet 1933 la SS (en tant que membre bienfaiteur), et en 1937 la NSDAP.
Erwin Bumke fait partie juristes nationaux conservateurs souhaitant servir le Troisième Reich, sans scrupules, de même que le ministre de la Justice du Reich, Franz Gürtner, ou le secrétaire d'État et du ministre de la Justice du Reich par intérim, Franz Schlegelberger. Cependant, son orientation politique ne fait pas d'Erwin Bumke un juriste national-socialiste à proprement parler, comme ont pu l'être les présidents du tribunal populaire Roland Freisler et Otto Thierack.

## Ouvrages
- Hat die erfüllte Resolutivbedingung dingliche Kraft?, mémoire de fin d'étude à Greifswald, 1896
- Deutsches Gefängniswesen. Ein Handbuch, Berlin, 1928.
- Gerichtsverfassungsgesetz und Strafprozeßordnung. Mit Nebengesetzen in der vom 13. Januar 1927 geltenden Fassung; Textausgabe mit einer Einführung in die Vorschriften der Novelle vom 27. Dezember 1926, Berlin, 1927.
- Zwei Entscheidungen zu Art. 48 der Reichsverfassung, Berlin, 1932.

## Postérité
Pendant le IIIe Reich, Bumke a pris plusieurs décisions criminelles. Il a participé à une session des plus grands juges allemands, le 23 avril 1941, qui autorisait l'euthanasie. La Cour fédérale de Karlsruhe abritait à une époque une galerie des portraits de tous les présidents du Reichsgericht, sauf le sien. Aujourd'hui la galerie ne comporte plus que des portraits des anciens présidents de la Cour fédérale.